# Benrinnes
Benrinnes je skotská palírna společnosti United Distillers & Vintners nacházející se ve městě Aberlour v hrabství Banffshire, jež vyrábí skotskou sladovou malt whisky.

## Historie
Palírna byla založena v roce 1826 a produkuje čistou sladovou malt whisky. Tato palírna leží na úpatí masívu Ben Rinnes. Zvláštností u této palírny je destilace, jež je více než dvojnásobná, ale nikoli trojnásobná. Produkuje whisky značky Benrinnes, což je 15letá whisky s obsahem alkoholu 43%. Část produkce se používá do míchaných whisky. Tato whisky je tělnatá a třikrát destilovaná lze ji někdy zakoupit v britských supermarketech pod názvem Speyside.